# Tornei di tennis femminili indipendenti nel 1985
Nel 1985 la maggior parte dei tornei di tennis femminili facevano parte del Virginia Slims World Championship Series 1985 ma alcuni non erano inseriti in nessuno circuito.

## Gennaio
| Settimana | Torneo                                                                    | Vincitore | Finalista                 | Semifinalisti | Eliminati ai quarti |
| --------- | ------------------------------------------------------------------------- | --------- | ------------------------- | ------------- | ------------------- |
| gennaio   | New Zealand Championships 1985 Auckland, Nuova Zelanda Singolare - Doppio | Perry     | non conosciuta (bandiera) |               |                     |
| gennaio   | New Zealand Championships 1985 Auckland, Nuova Zelanda Singolare - Doppio |           |                           |               |                     |

## Febbraio
Nessun evento

## Marzo
Nessun evento

## Aprile
| Settimana | Torneo | Vincitore                         | Finalista                      | Semifinalisti | Eliminati ai quarti |
| --------- | --- | --------------------------------- | ------------------------------ | ------------- | ------------------- |
| 21 aprile | Cumberland Hard Court Championships 1985 (Cumberland Tournament ITF) Hampstead, Gran Bretagna Singolare - Doppio | Elna Reinach 7-5 7-5              | Cohen                          |               |                     |
| 21 aprile | Cumberland Hard Court Championships 1985 (Cumberland Tournament ITF) Hampstead, Gran Bretagna Singolare - Doppio |                                   |                                |               |                     |
| 28 aprile | South African Open 1985 Durban, Sudafrica Singolare - Doppio                                                     | Marcie Louie                      | Rene Uys                       |               |                     |
| 28 aprile | South African Open 1985 Durban, Sudafrica Singolare - Doppio                                                     | Anna-Maria Fernández Marcie Louie | Cláudia Monteiro Beverly Mould |               |                     |

## Maggio
| Settimana | Torneo                                                                           | Vincitore            | Finalista | Semifinalisti | Eliminati ai quarti |
| --------- | -------------------------------------------------------------------------------- | -------------------- | --------- | ------------- | ------------------- |
| 19 maggio | Torneo di Lee-on-Solent 1985 Lee-on-the-Solent, Gran Bretagna Singolare - Doppio | Elna Reinach 6-3 6-1 | Zhong     |               |                     |
| 19 maggio | Torneo di Lee-on-Solent 1985 Lee-on-the-Solent, Gran Bretagna Singolare - Doppio |                      |           |               |                     |

## Giugno
| Settimana | Torneo                                                              | Vincitore                  | Finalista     | Semifinalisti | Eliminati ai quarti |
| --------- | ------------------------------------------------------------------- | -------------------------- | ------------- | ------------- | ------------------- |
| giugno    | Kent Championships 1985 Beckenham, Gran Bretagna Singolare - Doppio | Barbara Potter 7-6 4-6 6-3 | Annabel Croft |               |                     |
| giugno    | Kent Championships 1985 Beckenham, Gran Bretagna Singolare - Doppio |                            |               |               |                     |

## Luglio
| Settimana | Torneo                                                    | Vincitore                        | Finalista                              | Semifinalisti | Eliminati ai quarti |
| --------- | --------------------------------------------------------- | -------------------------------- | -------------------------------------- | ------------- | ------------------- |
| 14 luglio | Schenectady Open 1985 Schenectady, USA Singolare - Doppio | Linda Gates 6–1, 6–1             | Jennifer Goodling                      |               |                     |
| 14 luglio | Schenectady Open 1985 Schenectady, USA Singolare - Doppio | Linda Gates Lynn Lewis 7–6, 6–4  | Cecilia Fernández-Parker Helena Manset |               |                     |
| 21 luglio | Swedish Open 1985 Båstad, Svezia Singolare - Doppio       | Maria Lindström 4-6 6-3 7-5      | Olga Votavova                          |               |                     |
| 21 luglio | Swedish Open 1985 Båstad, Svezia Singolare - Doppio       | Elizabeth Ekblom Maria Lindström | Karolina Karlsson Anna-Karin Olsson    |               |                     |

## Agosto
| Settimana | Torneo                                                               | Vincitore            | Finalista       | Semifinalisti | Eliminati ai quarti |
| --------- | -------------------------------------------------------------------- | -------------------- | --------------- | ------------- | ------------------- |
| 18 agosto | Roanoke Tournament 1985 Roanoke, USA Singolare - Doppio              | Anne Smith 6-2 6-0   | Kuhlman         |               |                     |
| 18 agosto | Roanoke Tournament 1985 Roanoke, USA Singolare - Doppio              |                      |                 |               |                     |
| 19 agosto | St. Louis Festival Invitation 1985 St. Louis, USA Singolare - Doppio | Chris Evert 7-6 6-4  | Hana Mandlíková |               |                     |
| 19 agosto | St. Louis Festival Invitation 1985 St. Louis, USA Singolare - Doppio |                      |                 |               |                     |
| 26 agosto | Westchester Tournament 1985 Westchester, USA Singolare - Doppio      | M. Brown 2-6 6-2 6-4 | Steffi Graf     |               |                     |
| 26 agosto | Westchester Tournament 1985 Westchester, USA Singolare - Doppio      |                      |                 |               |                     |

## Settembre
Nessun evento

## Ottobre
Nessun evento

## Novembre
| Settimana   | Torneo                                                              | Vincitore           | Finalista                 | Semifinalisti | Eliminati ai quarti |
| ----------- | ------------------------------------------------------------------- | ------------------- | ------------------------- | ------------- | ------------------- |
| 17 novembre | Invitation Tournament Gunze 1985 Osaka, Giappone Singolare - Doppio | Chris Evert 7-5 6-0 | Manuela Maleeva Fragniere |               |                     |
| 17 novembre | Invitation Tournament Gunze 1985 Osaka, Giappone Singolare - Doppio |                     |                           |               |                     |

## Dicembre
Nessun evento